# Vitreorana uranoscopa
Vitreorana uranoscopa es una especie de anfibio anuro de la familia de las ranas de cristal (Centrolenidae). Se encuentra en el norte de Argentina y el sudeste de Brasil, habitando hasta los 1200 m de altitud. 